# 遅澤聡
Satoshi OSOZAWA（遅澤 聡（おそざわ さとし）、1978年 - ）は日本の料理人。フランス料理シェフ。フランス料理教室主宰BIENSUR。

## 経歴
東京都足立区生まれ、山梨県育ち。高校生の頃から東京都八王子市にあるフェルミエールに通いフランス料理が好きなる。料理教室サロンBiensur 主宰者。
元宮内庁大膳課司厨士長渡辺誠の紹介でフランス料理業界に入門。2001年から10年間、恵比寿、白金、目黒の各レストランで料理長を務める（恵比寿 カフェブラッスリー レスパス（日仏会館内）、白金 レストラン クレオール、目黒 レストラン  キャスクルート）。
2011年
NPO法人レザミドキュルノンスキー受賞。カナルディエ協会入会
2012年
東京都品川区に料理教室サロンBiensur 設立
2013年
プロスペールモンタニエ入会
2014年
フードアナリスト協会入会。トックブランシュ国際倶楽部入会。